# Mangaratiba monstrosa
Mangaratiba monstrosa is een hooiwagen uit de familie Gonyleptidae.